# Patrice Evra
Patrice Evra (sinh ngày 15 tháng 5 năm 1981) là cựu cầu thủ bóng đá người Pháp. Vị trí của Patrice Evra là hậu vệ cánh trái. Anh từng là một trong những hậu vệ trái của Manchester United.
Ngay từ lúc ký hợp đồng anh đã nhanh chóng chiếm được suất đá chính tại Manchester United với vị trí hậu vệ trái - vị trí mà lúc đó Gabriel Heinze thi đấu rất tốt. Với khả năng phòng ngự cùng với tốc độ, khả năng tấn công biên rất tốt Patrice Evra cùng với Rio Ferdinand và Nemanja Vidić đã hợp thành bộ khung phòng ngự tốt nhất châu Âu bấy giờ và góp phần không nhỏ vào thành tích vô địch UEFA Champions League 2008 của Manchester United.
Mặc dù mới chỉ 24 tuổi khi anh gia nhập Quỷ Đỏ, nhưng Evra đã có 5 lần khoác áo đội tuyển quốc gia Pháp. Anh cũng đã từng là thủ quân khi còn thi đấu cho Monaco, câu lạc bộ nơi anh đã chứng minh được những phẩm chất nổi bật của mình: nhanh nhẹn, tấn công tốt, có trách nhiệm và đặc biệt là khả năng dâng lên đảm nhiệm vị trí tiền vệ trái lúc cần thiết.
Evra đã bắt đầu sự nghiệp của mình tại Italy sau khi một quan sát viên từ Masala phát hiện khả năng chơi bóng của anh ở Les Ulis, một vùng ngoại ô nghèo khổ của Paris nơi mà Thierry Henry cũng đã từng trưởng thành. Sau mùa bóng đầu tiên thi đấu tại Serie C1, anh được chuyển lên Serie B khi đồng ý gia nhập Monza. Năm 2000, câu lạc bộ Nice của Pháp đã đem anh trở lại quê hương và để anh thi đấu tại cánh trái hàng phòng thủ thay vì ở hàng tiền vệ. Sau hai mùa cống hiến cho Nice, anh được Monaco để ý và đầu quân cho đội bóng này.
Sau quãng thời gian đầu để làm quen với những thay đổi với môi trường bóng đá có chất lượng cao hơn, anh bắt đầu gặt hái những thành công với Monaco như chiếc cúp Liên Đoàn Pháp năm 2003. Tiếp theo đó, anh cùng Monaco đi đến trận chung kết của giải đấu danh giá Champions League năm 2004 trước khi thua Porto với tỉ số 3-0.
Patrice cũng thể hiện sự ngưỡng mộ và biết ơn đối với HLV đầu tiên của anh tại Monaco, Didier Deschamps, và xem đó như là một trong những người có ảnh hưởng lớn đến sự nghiệp thi đấu của mình. Anh bộc bạch và cho biết chính Deschamps đã truyền cho mình tâm lý phải giành chiến thắng với bất cứ giá nào mỗi khi ra sân.
Trải qua những khó khăn từ nhiều mặt để dần quen với cuộc sống mới tại United, cũng như hiểu rõ hơn những thử thách mà giải Ngoại Hạng mang đến, Patrice cuối cùng cũng đã thể hiện được phong độ tốt nhất của mình vào mùa giải 2006/07 khi đóng góp mang về chức vô địch Premiership cho Manchester United.
Hậu vệ đội tuyển Pháp đã ý thức được những gì mà giải đấu hấp dẫn nhất hành tinh đòi hỏi, và đó là lý do anh đã chăm chỉ luyện tập trong phòng tập thể lực để nâng cao hơn sức khỏe, thể hình nhằm phù hợp với phong cách thi đấu ở Anh. Kết quả của những nỗ lực không ngừng khi anh dần hòa nhập và đã có hai bàn thắng chia đều cho các giải đấu tại Premiership và Champions League trước các đối thủ Everton và Roma.
Phong độ chói sáng của anh đã không thể duy trì đến hết mùa giải khi một chấn thương khiến anh phải ngồi ngoài ở giai đoạn cuối, nhưng với những gì đã thể hiện và đóng góp cho United, Evra vẫn được các đồng nghiệp khác tại Anh bầu chọn vào đội hình tiêu biểu mùa bóng 06/07 của PFA.
Mùa giải mới cũng đã bắt đầu và Patrice Evra vẫn đang thể hiện mình là hậu vệ trái hay nhất tại Premier League. Anh đang trình diễn một lối chơi vô cùng quyết liệt, thường xuyên lên công về thủ khiến cho cánh trái của Quỷ Đỏ trở nên rất mạnh mẽ. Với những đóng góp cũng như phong độ mà anh đang thể hiện, Evra sẽ luôn là một phần quan trọng của United trong những năm tiếp theo.
Theo Thống kê của FiFa trong mùa giải 2010-2011 thì Evra là người đóng góp nhiều nhất cho MU trên mặt trận Premiership.
Trong mùa giải năm 2011-2012, anh chơi khá tốt nhưng MU của anh đã bị Man City vượt mặt trong cuộc đua đến ngôi vô địch Premier League trong những phút cuối cùng, và đó cũng là mùa giải hấp dẫn gay cấn nhất lịch sử bóng đá Anh Quốc.
Mùa giải 2012-2013, MU của anh giành được chức vô địch Premier League lần 20 trong lịch sử, một mùa giải chơi tốt của MU, tuy nhiên vào cuối mùa bóng, HLV Ferguson đột ngột xin nghỉ hưu sau 26 năm gắn bó với đội bóng.
Mùa giải 2013-2014, Evra chơi không tốt trong một số trận đấu, dấu hiệu của tuổi tác đã khiến anh không còn thể lực sung mãn như trước, MU của anh dưới sự dẫn dắt của HLV David Moýes cán đích ở vị trí thứ 7, vị trí thấp nhất kể từ khi Premier League thành lập đến giờ. Trong kì chuyển nhượng mùa hè 2014, anh được bán cho CLB Juventus của Ý.
Ngày 29 tháng 7 năm 2019, Patrick Evra chính thức giã từ sự nghiệp thi đấu quốc tế sau 26 năm thi đấu chuyên nghiệp.

## Thống kê sự nghiệp

### Câu lạc bộ
| Câu lạc bộ          | Mùa giải            | Vô địch quốc gia | Vô địch quốc gia | Cúp quốc gia | Cúp quốc gia | Cúp liên đoàn | Cúp liên đoàn | Cúp châu Âu | Cúp châu Âu | Khác    | Khác   | Tổng cộng | Tổng cộng |
| Câu lạc bộ          | Mùa giải            | Số trận          | Số bàn           | Số trận      | Số bàn       | Số trận       | Số bàn        | Số trận     | Số bàn      | Số trận | Số bàn | Số trận   | Số bàn    |
| ------------------- | ------------------- | ---------------- | ---------------- | ------------ | ------------ | ------------- | ------------- | ----------- | ----------- | ------- | ------ | --------- | --------- |
| Marsala             | 1998–99             | 24               | 3                | 3            | 3            | —             | —             | —           | —           | —       | —      | 27        | 6         |
| Monza               | 1999–2000           | 3                | 0                | 0            | 0            | —             | —             | —           | —           | —       | —      | 3         | 0         |
| Nice                | 2000–01             | 5                | 0                | 0            | 0            | 0             | 0             | —           | —           | —       | —      | 5         | 0         |
| Nice                | 2001–02             | 35               | 1                | 1            | 0            | 1             | 0             | —           | —           | —       | —      | 37        | 1         |
| Nice                | Tổng cộng           | 40               | 1                | 1            | 0            | 1             | 0             | —           | —           | —       | —      | 42        | 1         |
| Monaco              | 2002–03             | 36               | 2                | 1            | 0            | 4             | 0             | 0           | 0           | —       | —      | 41        | 2         |
| Monaco              | 2003–04             | 33               | 0                | 1            | 0            | 0             | 0             | 13          | 0           | —       | —      | 47        | 0         |
| Monaco              | 2004–05             | 36               | 0                | 5            | 1            | 2             | 0             | 9           | 0           | —       | —      | 52        | 1         |
| Monaco              | 2005–06             | 15               | 0                | 0            | 0            | 1             | 0             | 7           | 0           | —       | —      | 23        | 0         |
| Monaco              | Tổng cộng           | 120              | 2                | 7            | 1            | 7             | 0             | 29          | 0           | —       | —      | 163       | 3         |
| Manchester United   | 2005–06             | 11               | 0                | 1            | 0            | 2             | 0             | 0           | 0           | —       | —      | 14        | 0         |
| Manchester United   | 2006–07             | 24               | 1                | 4            | 0            | 1             | 0             | 7           | 1           | —       | —      | 36        | 2         |
| Manchester United   | 2007–08             | 33               | 0                | 4            | 0            | 0             | 0             | 10          | 0           | 1       | 0      | 48        | 0         |
| Manchester United   | 2008–09             | 28               | 0                | 3            | 0            | 2             | 0             | 11          | 0           | 4       | 0      | 48        | 0         |
| Manchester United   | 2009–10             | 38               | 0                | 0            | 0            | 3             | 0             | 9           | 0           | 1       | 0      | 51        | 0         |
| Manchester United   | 2010–11             | 35               | 1                | 3            | 0            | 0             | 0             | 10          | 0           | 0       | 0      | 48        | 1         |
| Manchester United   | 2011–12             | 37               | 0                | 2            | 0            | 0             | 0             | 7           | 0           | 1       | 0      | 47        | 0         |
| Manchester United   | 2012–13             | 34               | 4                | 3            | 0            | 0             | 0             | 5           | 0           | —       | —      | 42        | 4         |
| Manchester United   | 2013–14             | 33               | 1                | 0            | 0            | 3             | 1             | 8           | 1           | 1       | 0      | 45        | 3         |
| Manchester United   | Tổng cộng           | 273              | 7                | 20           | 0            | 11            | 1             | 67          | 2           | 8       | 0      | 379       | 10        |
| Juventus            | 2014–15             | 21               | 1                | 2            | 0            | —             | —             | 10          | 0           | 1       | 0      | 34        | 1         |
| Juventus            | 2015–16             | 26               | 2                | 2            | 0            | —             | —             | 6           | 0           | 1       | 0      | 35        | 2         |
| Juventus            | 2016–17             | 6                | 0                | 0            | 0            | —             | —             | 6           | 0           | 1       | 0      | 13        | 0         |
| Juventus            | Tổng cộng           | 53               | 3                | 4            | 0            | —             | —             | 22          | 0           | 3       | 0      | 82        | 3         |
| Marseille           | 2016–17             | 11               | 1                | 1            | 0            | 0             | 0             | —           | —           | —       | —      | 12        | 1         |
| Marseille           | 2017–18             | 4                | 0                | 0            | 0            | 0             | 0             | 5           | 0           | —       | —      | 9         | 0         |
| Marseille           | Tổng cộng           | 15               | 1                | 1            | 0            | 0             | 0             | 5           | 0           | 0       | 0      | 21        | 1         |
| West Ham United     | 2017–18             | 5                | 0                | —            | —            | —             | —             | —           | —           | —       | —      | 5         | 0         |
| Tổng cộng sự nghiệp | Tổng cộng sự nghiệp | 548              | 17               | 36           | 4            | 19            | 1             | 123         | 2           | 11      | 0      | 733       | 24        |

### Quốc tế
| Đội tuyển | Mùa giải  | Số trận | Số bàn |
| --------- | --------- | ------- | ------ |
| Pháp      | 2004–05   | 5       | 0      |
| Pháp      | 2005–06   | 0       | 0      |
| Pháp      | 2006–07   | 1       | 0      |
| Pháp      | 2007–08   | 7       | 0      |
| Pháp      | 2008–09   | 7       | 0      |
| Pháp      | 2009–10   | 12      | 0      |
| Pháp      | 2010–11   | 3       | 0      |
| Pháp      | 2011–12   | 7       | 0      |
| Pháp      | 2012–13   | 7       | 0      |
| Pháp      | 2013–14   | 13      | 0      |
| Pháp      | 2014–15   | 4       | 0      |
| Pháp      | 2015–16   | 14      | 0      |
| Pháp      | 2016–17   | 1       | 0      |
| Tổng cộng | Tổng cộng | 81      | 0      |

## Danh hiệu

### Câu lạc bộ
AS Monaco
- Cúp Liên đoàn bóng đá Pháp (1): 2002-03
- Á quân  UEFA Champions League (1)2003-2004

Manchester United
- Ngoại hạng Anh (5): 2006–07, 2007–08, 2008–09, 2010–11, 2012–13
- Cúp Liên đoàn (3): 2005-06, 2008-09, 2009-10
- Siêu cúp Anh (5): 2007, 2008, 2010, 2011, 2013
- UEFA Champions League (1): 2007–08
- Á quân UEFA Champions League (2):2008-2009,2010-2011
- Giải vô địch thế giới các câu lạc bộ (1): 2008

Juventus
- Serie A (2): 2014–15, 2015–16
- Cúp bóng đá Ý (2): 2014–15, 2015–16
- Siêu cúp bóng đá Ý (1): 2015
- Á quân UEFA Champions League(2):2014-2015,2016-2017

### Cá nhân
- Cầu thủ trẻ xuất sắc nhất năm của Ligue 1 (1): 2003–04
- Đội hình xuất sắc nhất năm của Ligue 1 (1): 2003–04
- Đội hình xuất sắc nhất năm Giải ngoại hạng Anh (3): 2006–07, 2008–09, 2009–10
- FIFPro World XI (1): 2009
- Đội hình xuất sắc nhất năm của châu Âu (1): 2009

### Đội tuyển quốc gia
- Giải vô địch bóng đá châu Âu: Á quân (Euro 2016)